# Rhytiphora odehwani
Rhytiphora odehwani là một loài bọ cánh cứng trong họ Cerambycidae.